# Гесалас
Гесалас, Гесалац (ісп. Guesálaz (офіційна назва), баск. Gesalatz) — муніципалітет в Іспанії, у складі автономної спільноти Наварра. Населення — 457 осіб (2009).
Муніципалітет розташований на відстані близько 300 км на північний схід від Мадрида, 23 км на захід від Памплони.
На території муніципалітету розташовані такі населені пункти: (дані про населення за 2009 рік)
- Аргіньяно: 44 особи
- Арсос: 17 осіб
- Естенос: 26 осіб
- Гарісоайн: 31 особа
- Гембе: 29 осіб
- Ірухо: 9 осіб
- Ірурре: 40 осіб
- Ітургоєн: 97 осіб
- Ісурсу: 17 осіб
- Лерате: 26 осіб
- Муес: 44 особи
- Муніайн: 21 особа
- Мускі: 10 осіб
- Відаурре: 39 осіб
- Вігурія: 7 осіб

## Демографія
Динаміка населення (INE ):

## Галерея зображень

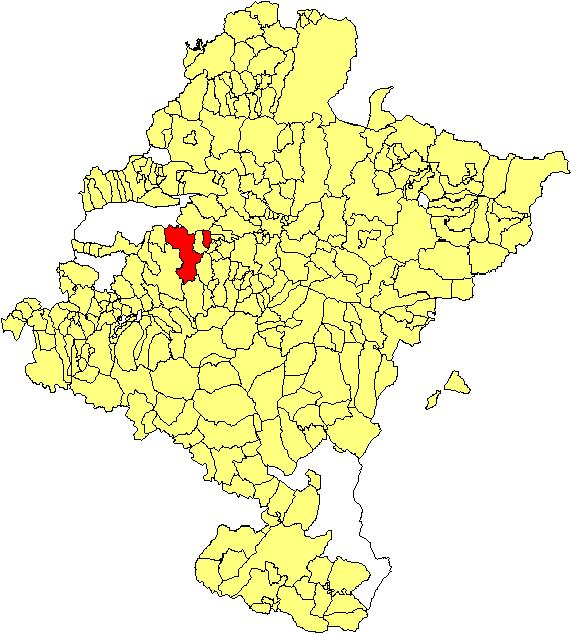
Розташування муніципалітету